# Canthidium deplanatum
Canthidium deplanatum là một loài bọ cánh cứng trong họ Bọ hung (Scarabaeidae).